# Peter Brady (Politiker)
Peter Brady (* 1829 in Norwalk, Ohio; † unbekannt) war ein US-amerikanischer Politiker (Demokratische Partei). Er saß in der Ohio General Assembly und war von 1884 bis 1886 Treasurer of State von Ohio.

## Werdegang
Peter Brady wurde im Huron County geboren. Über seine Jugendjahre ist nichts bekannt. Mit 19 Jahren zog er dann nach Bellevue (Ohio). Die nächsten 35 Jahre war er im Eisenwarenhandel (hardware business) tätig. Brady war ein Mitbegründer der Bellevue Industrial Savings and Loan Association und betrieb zwei Jahre lang das Bourdette Hotel. Er saß im Bellevue City Council und wurde viermal zum Bürgermeister von Bellevue gewählt. 1882 wurde er für das Sandusky County in das Repräsentantenhaus von Ohio gewählt und 1883 wiedergewählt. Die Demokratische Partei nominierte ihn 1883 für das Amt des Treasurers of State von Ohio. Bei der folgenden Wahl im selben Jahr besiegte er den Republikaner John C. Brown mit 359.837 zu 348.399 Stimmen. Er bekleidete den Posten eine zweijährige Amtszeit lang von Januar 1884 bis Januar 1886. Bei seiner Wiederwahlkandidatur 1885 erlitt er eine Niederlage gegenüber John C. Brown.
Brady war ein Mitglied der Benevolent and Protective Order of Elks (B.P.O.E.) und heiratete Mina Gladys Smith, welche in Iowa geboren wurde.